# Miniordinador

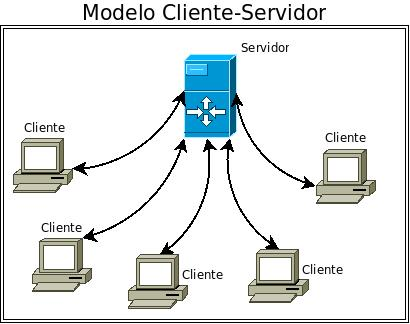
Client-Servidor.

Els miniordinadors, actualment més coneguts com a servidors, és una classe d'ordinadors multiusuari, que es troben en el rang intermedi de l'espectre computacional; és a dir entre els grans sistemes multiusuari (mainframes), i els més petits sistemes monousuaris (microordinadors, ordinadors personals, o PC).
El nom va començar a fer-se popular a mitjan dècada dels 60, per a identificar un tercer tipus de computadores, dissenyades gràcies a dues innovacions fonamentals:
1- L'ús del transistor (que va impactar directament en la creació d'equips amb grandàries menors al mainframe), i
2- Les millores en el disseny de la memòria RAM, que van permetre una major disponibilitat de recursos.
Posteriorment, durant els 80, el miniordinador per excel·lència va ser la línia AS-400 d'IBM. No obstant això, més recentment equips servidors ben poderosos; dissenyats per fabricants com la mateixa IBM, HP, i DELL entren perfectament en aquesta categoria.
L'expansió en l'ús de servidors va tenir lloc a causa del menor cost del suporti físic basat en microprocessadors i el desig dels usuaris finals de dependre menys dels inflexibles terminals ximples, amb el resultat que els mainframes i els terminals van ser substituïts per ordinadors personals interconnectats entre si, connectades amb un servidor.
El moviment va ser facilitat no solament pel microprocessador, sinó també pel desenvolupament de diverses versions d'Unix multiplataforma (amb microprocessadors Intel inclosos) com Solaris, Linux i FreeBSD. La sèrie de sistemes operatius Microsoft Windows, a partir de Windows NT, també inclou versions de servidor que suporten multitasques i centenars de funcions per a servidors.
Com a exemple de l'explicat, Hewlett-Packard es refereix ara a la seva sèrie de miniordinadors HP3000 com a servidors.